# Puck (comune rurale)
Puck (in casciubo Pùck, in tedesco Putzig) è un comune rurale polacco del distretto di Puck, nel voivodato della Pomerania.
Ricopre una superficie di 243,29 km² e nel 2004 contava 21 299 abitanti.
Il capoluogo è Puck, che non fa parte del territorio ma costituisce un comune a sé.
Il casciubo è riconosciuto e tutelato nel comune come minoranza linguistica.